# 愛的十個條件
愛的十個條件（英語：The 10 Conditions of Love），美国导演杰夫·丹尼尔斯创作的一部以时任世界維吾爾代表大會主席热比娅·卡德尔为主角的纪录片。

## 展映风波
2009年7月5日，中华人民共和国新疆维吾尔自治区首府乌鲁木齐市爆发的持续数日的大規模騷亂與暴力活動，中国政府指控骚乱是由热比娅·卡德尔领导的世界維吾爾代表大會在国外策划的，热比娅则予以否认。2009年7月，中国驻墨尔本总领事馆文化领事得知该纪录片将在第58屆墨尔本国际电影节展映，以及电影节邀請熱比婭出席的信息后，私人致电电影节负责人理查德·穆尔要求撤消该片放映及取消对热比娅的邀请，遭到理查德·穆尔的拒绝。
理查德·穆尔向媒体纰漏此事后，贾樟柯、唐晓白、赵亮等多名中国导演宣布退出该电影节。電影節網上售票系統被駭客攻擊，在網上虛假購買大量門票，癱瘓售票系統。電影節網頁也被改為五星紅旗與反對热比娅的口號。这些攻击被认为是来自中国。中華人民共和國外交部發言人秦剛表示，中国政府反對任何國家給熱比婭“提供從事反華分裂活動的舞台”。对于中方的反应，导演杰夫·丹尼尔斯表示可以让人们了解不同的觀點。
2009年8月8日，该片如期在墨尔本首映，放映現場增加了保安人員。熱比婭出席了该紀錄片的首映式。因澳洲向熱比婭簽發入境簽證，中华人民共和国副外交部長張志軍在7月底曾召見澳大利亚駐華大使提出嚴正交涉和強烈不滿。
新西蘭毛利電視台宣布将在9月1日播出該紀錄片。
台灣高雄市電影圖書館原計畫於2009年10月的高雄電影節期間播放此記錄片，但引起大陸赴台觀光團退房潮，高雄市觀光協會抗議此舉嚴重影響觀光業者生計，同時中國國台辦也發表聲明強烈反對播放。最终主辦單位改在9月22及23日共播映四場。
9月25日，中華民國內政部長江宜樺表示世界維吾爾代表大會大會秘書長多里坤·艾沙是國際刑警組織所通令發布的重要國際恐怖組織人物，基於國家利益考量，將禁止熱比婭入境中華民國。中華民國行政院長吳敦義聽取報告後，也支持內政部的決定。